# Randy Lerner

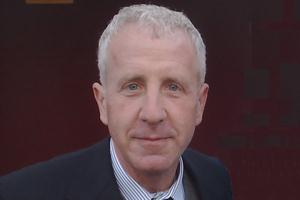
Randy Lerner

Randolph D. Lerner (n. 1962) este un om de afaceri american.
Lerner a fost proprietarul clubului de fotbal american Cleveland Browns, a NFL (engleză National Football League) din octombrie 2002 și a clubului englez de fotbal Aston Villa F.C. din 2006. Are o avere estimată la 1,6 miliarde de dolari.